# Mahr
Nella giurisprudenza islamica, il mahr (in arabo ممهر‎?; in persiano مهريه‎; lingua turca mehir; lingua swahili mahari; o anche mehr, meher, mehrieh, o mahriyeh) è l'obbligazione, espressa in forma di numerario, o di gioielli, o di beni mobili o immobili versati dal marito alla moglie al momento della celebrazione del loro matrimonio.